# Västkustbanan
Västkustbanan (ligne de la côte ouest) est une ligne de chemin de fer du réseau ferroviaire suédois, entre Lund et Göteborg, desservant entre autres Landskrona, Helsingborg et Halmstad. La ligne est utilisée pour le transport de marchandises et de passager, que ce soit des trains régionaux, InterCity ou le train à grande vitesse X2000.

## Histoire

### Lignes privées
La ligne entre Malmö et Göteborg commence en fait avec cinq lignes privées : la ligne Malmö-Billesholms Järnväg (MBJ ouverte en 1886), la ligne Landskrona-Ängelholms Järnväg (LEJ, 1876) passant par Billesholm, la ligne Skåne-Hallands Järnväg (SHJ, 1885) comprenant la ligne Helsingborg-Kattarp-Ängelholm-Halmstad et la ligne Åstorp-Kattarp-Höganäs, la ligne Mellersta Hallands Järnväg (MHJ, 1886) entre Halmstad et Varberg et Göteborg-Hallands Järnväg (GHB, 1888) entre Varberg et Göteborg.

### Nationalisation
Remarquant que ces différentes lignes créaient un trajet cohérent entre Malmö et Göteborg, respectivement deuxième et troisième ville de Suède, le gouvernement nationalisa les lignes en 1896. Ce faisant, la Suède abandonna le principe anti-côte (antikustprincipen), qui réglait la construction des lignes jusqu'alors. Ce principe disait que les lignes de chemin de fer ne devaient pas être construites le long de la côte, de façon à les protéger d'éventuelles attaques (majoritairement marines, l'aviation n'existant pas encore alors), pour ne pas concurrencer les ferrys et pour développer l'intérieur du pays. Les villes principales de la côte étaient jusqu'alors reliées à la ligne principale par une petite ligne secondaire.
L'idée initiale était de continuer la Västkustbanan vers le nord jusqu'à Oslo, la Norvège faisant à cette époque partie de la Suède. Mais l'alliance entre la Suède et la Norvège fut dissoute en 1905, alors que la ligne n'était pas terminée, et Strömstad devint ainsi le terminus nord de la ligne (voir Bohusbanan).

### Modernisation et changements de tracé
En Halland, la ligne est restée globalement inchangée au cours des années, en revanche, en Scanie, le trajet changea à plusieurs reprises. En particulier, la ligne, qui utilisait jusque-là la vieille ligne Malmö-Billesholms passa à la place à Lund, utilisant la södra stambanan entre Malmö et Lund, et l'ancienne voie privée Lund - Kävlinge Järnväg (LKJ, 1886) pour rejoindre le tracé habituel.
Entre Almedal (juste au sud de Liseberg) et Göteborg, qui accueillait aussi les trains de la Boråsbanans, la ligne fut élargie en double voie en 1939. Au début des années 1980, les travaux commencèrent pour faire de même avec le reste de la ligne, ainsi que raccourcir certains détours. Ce projet a accumulé d'énormes retards, et n'est toujours pas terminé en 2010, 15 % de la ligne étant encore en simple voie.
Jusqu'en 1991, il y avait deux gares à Helsingborg : la gare centrale, uniquement pour les trains provenant de Malmö, et Helsingborg F, utilisée par les trains allant à Göteborg et Stockholm. En 1991, un tunnel fut construit sous la ville, et la gare centrale fut reconstruite en souterrain. 10 ans plus tard, la section Kävlinge-Helsingborg devient double voie, et Landskrona fut ainsi ajoutée sur le tracé, et par la même occasion, la Västkustbanan passe maintenant par la gare centrale d'Helsingborg.

## Projets

### Double voie
Les principaux projets sur la ligne concerne l'achèvement de la transition vers une double voie. À l'heure actuelle, 85 % de la ligne est en double voie.
|                        | Longueur | Double voie | Simple voie | Commentaire                                                                     |
| Lund C - Helsingborg C | 53 km    | •           |             |                                                                                 |
| Helsingborg C - Maria  | 5 km     |             | •           | Début des travaux au plus tôt en 2020                                           |
| Maria - Ängelholm      | 22 km    |             | •           | Début des travaux 2016-2017                                                     |
| Ängelholm - Lingvallen | 5 km     |             | •           | Travaux commencés en 2005. Fin des travaux retardée jusqu'à 2011-2012           |
| Lingvallen - Förslöv   | 8 km     | •           |             |                                                                                 |
| Förslöv - Båstad Norra | 11 km    |             | •           | Tunnel d'Hallandsås, construction débutée en 1992, ouverture attendue pour 2015 |
| Båstad Norra - Hamra   | 96 km    | •           |             |                                                                                 |
| Hamra - Varberg        | 8 km     |             | •           | Tunnel de Varberg, début de construction entre 2010 et 2015                     |
| Varberg - Göteborg C   | 77 km    | •           |             |                                                                                 |
| Total Västkustbanan    | 285 km   | 234 km      | 51 km       |                                                                                 |